# Rasso

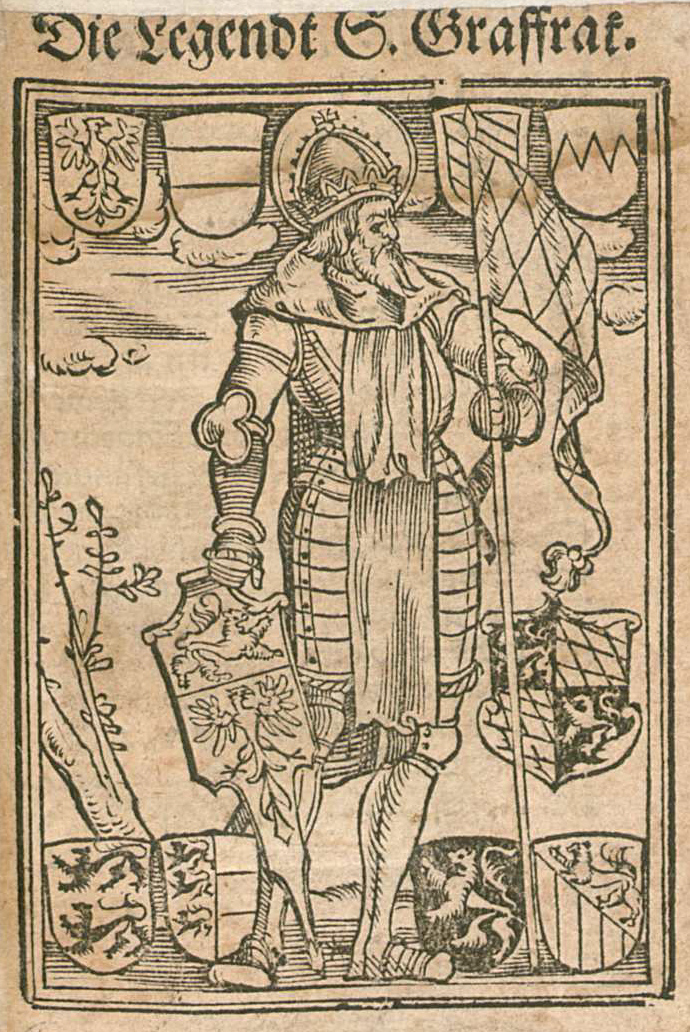
Titelillustration des Buchs Die Legend St. Graffrat, München um 1535

Rasso (ursprünglich wohl  Ratho oder Ratold, auch Ratt, Rath oder Gráfrath) war im frühen Mittelalter ein vom König des Ostfrankenreichs im Gebiet des Stammesherzogtums Baiern eingesetzter Graf, zuständig für das Gebiet zwischen Amper, Ammersee und Starnberger See. Seine genauen Lebensdaten sind nicht bekannt; variierende Überlieferungen führen zu unterschiedlichen Thesen für sein Todesjahr: um etwa 854 oder 954. Der schon früh als Heiliger geltende Rasso ist in der von ihm gestifteten ehemaligen Klosterkirche St. Rasso in Grafrath bestattet, wo seine Reliquien bis heute verehrt werden.
Graf Rasso gilt als gemeinsamer Ahnherr der Grafen von Dießen, Grafen von Andechs und Grafen von Hohenwart (siehe auch: Stammliste des Hauses Andechs).

## Geschichtliche Einordnung

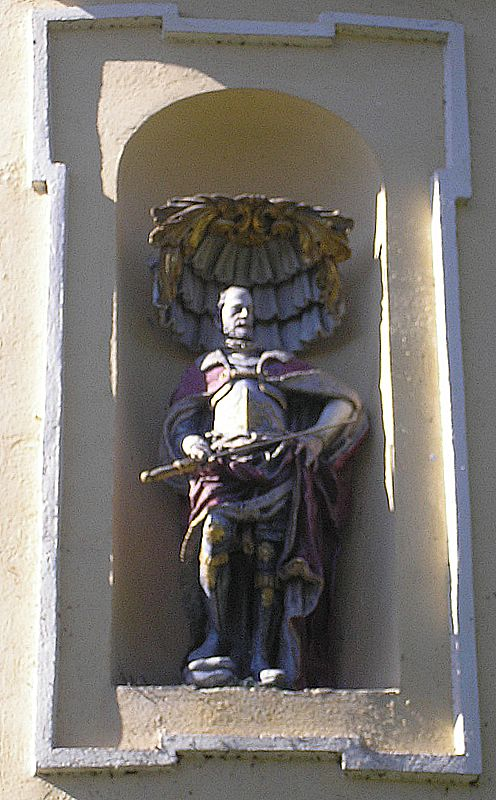
Rasso-Skulptur an der Apsis der St.-Rasso-Kirche, Grafrath.

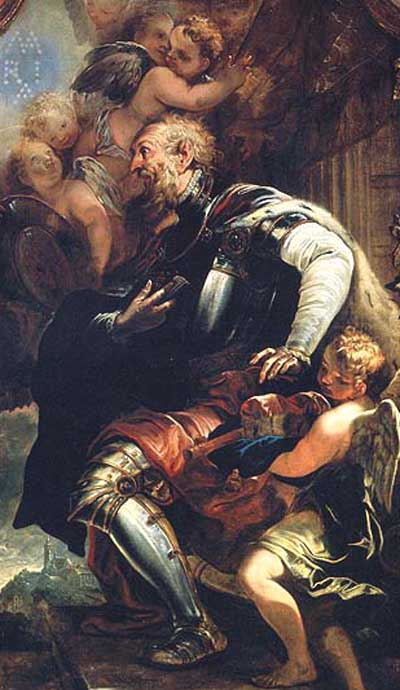
Altarbild von Johann Andreas Wolff am Rassoaltar in der Wallfahrtskirche Andechs

Etwa fünf Kilometer nördlich des Ammersees stiftete Rasso auf der Amperinsel Wörth ein Benediktinerkloster, erbaute dazu eine Kirche, St. Rasso in Grafrath, sammelte für die Kirche im Heiligen Land und in Rom wertvolle Reliquien, ließ sich in der Kirche ein Grab anlegen und wurde nach seinem Tod in diesem Grab bestattet. Das Kloster wurde später nach Dießen verlegt, die übrigen Reliquien nach Andechs gebracht, das Grab in Wörth jedoch blieb an Ort und Stelle erhalten und wurde bald das Ziel vieler Pilger, so dass der Ort schon im Mittelalter nach dem dort begrabenen und vom Volk als heilig verehrten Grafen Grafrath genannt wurde.
Als Todes- und damit Gedächtnistag ist im ältesten Dießener Nekrologium der 19. Juni angegeben. Ein Todesjahr ist dort nicht genannt. Erst Jahrhunderte später in der zweiten Hälfte des 14. Jahrhunderts gibt der Chronist Albert von Dießen auch eine Jahreszahl an, und zwar 954 als Jahr der Klostergründung. Diese urkundlich nicht belegbare Datierung wird heute allgemein als nicht haltbar zurückgewiesen ebenso wie die ebenfalls nicht belegbare Weihe der Kirche durch Bischof Ulrich von Augsburg. Da Albert einen Grafen Razzo als Klostergründer von Wörth nennt, nehmen neuere Historiker an, dass er damit den Grafen Razo von Dießen meint, der in einer Freisinger Traditionsurkunde etwa hundert Jahre später bezeugt ist. Allerdings lässt sich bei diesem Razo comes de Diezen kein Zusammenhang mit einer Klostergründung in Wörth herstellen.
Deshalb wird in jüngster Zeit die Ansicht vertreten, dass man besser der frühen Andechser Überlieferung folgen sollte, nach der Graf Rasso/Rath kein Graf von Dießen des 10. oder 11. Jahrhunderts war, sondern bereits in der Karolingerzeit lebte und als Graf wirkte, und seine Klostergründung bzw. sein Tod hundert Jahre früher, also 854, anzusetzen sind. Dies lässt sich aus Alberts Datierung selber als wahrscheinlich erweisen. Er nennt nämlich als Bruder Rassos den Grafen Friedrich und berichtet, dessen Gattin Kunissa habe 1020 die Kirche St. Stephan in Dießen erbaut. Wenn dies 1020 geschah (was durch eine in ihrem Grab aufgefundenen Inschrifttafel bezeugt ist), kann Rasso unmöglich 954 sein Kloster gegründet haben oder gestorben sein, da zu dieser Zeit der historisch bezeugte Graf Friedrich und dessen Gattin kaum geboren waren. Wegen dieser offensichtlichen Unstimmigkeit kann man annehmen, dass Albert das Jahr 954 nicht erfunden hat, sondern sich einer Quelle verpflichtet fühlte. Wir wissen aus Alberts Schrift Epitaphium praelatorum in Dyezzen, dass für ihn Grabinschriften als Quelle eine besondere Rolle spielten. Von einer Grabinschrift ging er auch bei Kunissa aus. Auf der erwähnten Tontafel ist als Todesjahr M°XX eingraviert. Albert gibt es demnach in seiner Handschrift mit M°xx wieder (clm 14594, f. 26v). In der gleichen Handschrift (f. 28v) gibt er bei der Rassogründung als Jahr dcccc° Liiij an. Klar ist, dass hier seine Quelle nicht wie bei Kunissa das unverwechselbare Zeichen M für 1000 enthalten haben kann, wohl aber das eindeutige Zeichen L für ein Fünfzigerjahr, weshalb es Albert nicht ändern wollte. So bleibt nur die Möglichkeit, dass er auf seiner Vorlage, eventuell der alten Grabplatte, ein C zu viel las, also DCCCCLIV (954) statt DCCCLIV (854). Die Annahme einer ersten Klostergründung in Wörth 854 löst die Widersprüche und passt zur Andechser Überlieferung.
In Erinnerung blieb Graf Rath/Rasso beim Volk in seiner Funktion als Graf im Kernland der späteren Grafschaft von Andechs, weshalb er in den mittelalterlichen Quellen auch als Graf von Andechs bezeichnet wird, vor allem aber durch seine besonderen Lebensleistungen als Kirchenstifter und Klostergründer, als Pilger und Reliquiensammler, und als einer, der zuletzt als Laienbruder in das von ihm gegründete Kloster eintrat und dort eines heiligmäßigen Todes starb. So sind seine Insignien auf bildlichen Darstellungen einerseits Rüstung, Fürstenhut, Fürstenmantel, Kommandostab und bayerische Fahne, andererseits Kirchenmodell bzw. Kirchenplan, Pilgerkleid, Skapulier, Benediktusregel und Ordensgewand.

## Quellen

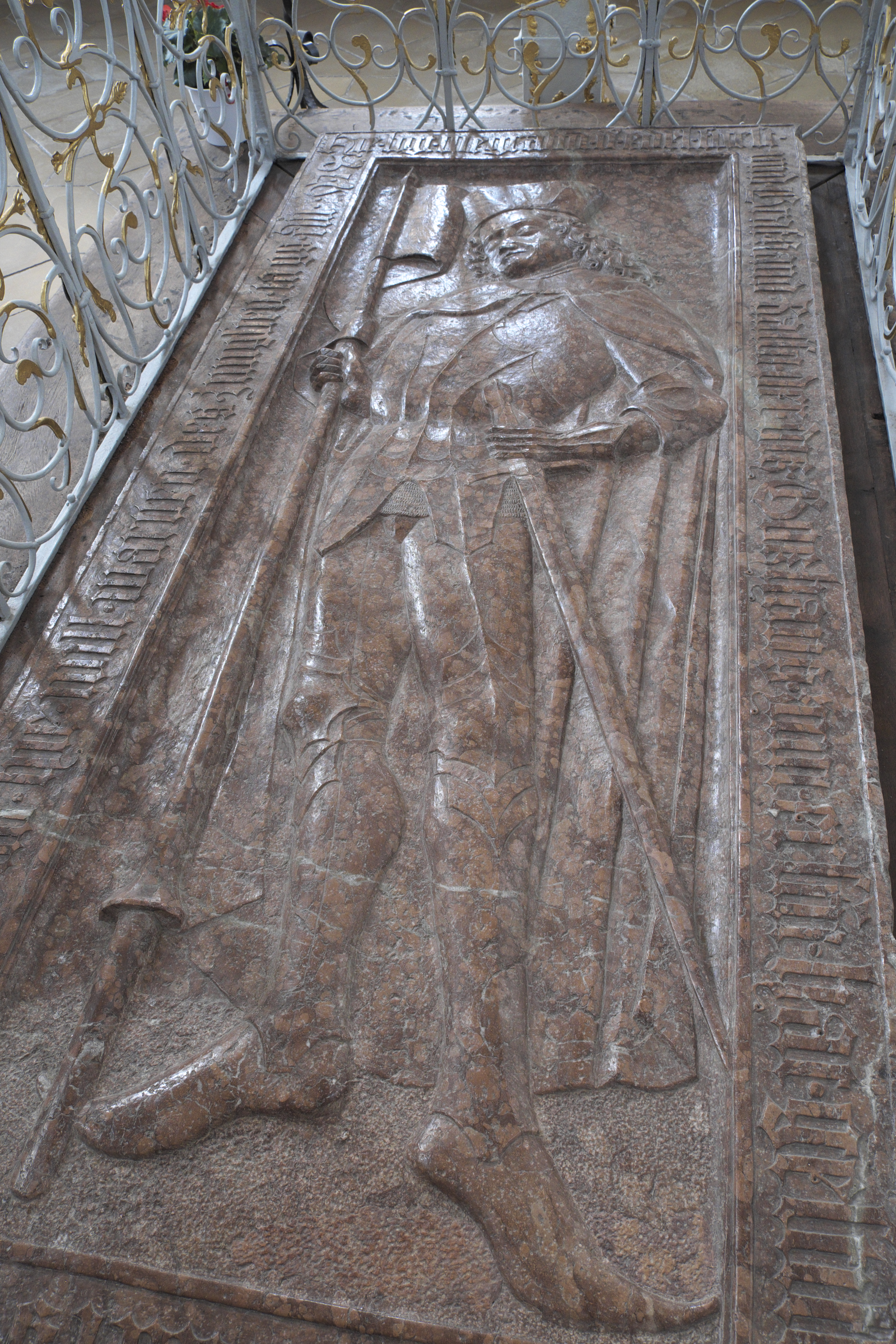
Spätgotischer Grabstein auf dem ursprünglichen Stiftergrab des Grafen und Mönchs Rasso in der Kirche St. Rasso in Grafrath

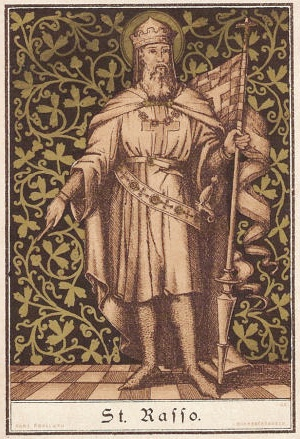
St. Rasso, Andachtsbild um 1860

## Name
Beim Volk und in deutschen Lebensbeschreibungen hieß der Klostergründer von Wörth bis in die Mitte des 19. Jahrhunderts „Graf Rath“ bzw. „sand Gráfrath“. Deshalb wurde schon im Mittelalter der Ort, an dem die Kirche mit seinem Grab steht, nach ihm St. Grafrath genannt. Als sich 1972 die beiden benachbarten Dörfer Unteralting und Wildenroth im Rahmen der Gebietsreform zusammenschlossen, entschieden sie sich ebenfalls für den Namen Grafrath, der zu diesem Zeitpunkt schon der Name der Bahnstation war, die für die Wallfahrer nach St. Grafrath 1873 eingerichtet worden war.
Die Namensform „Razzo (Rasso)“ geht wohl auf einen frühen Dießener Chronisten zurück, der in ähnlicher Weise auch den Namen der Gründerin von St. Stephan in Dießen veränderte. Nach der erwähnten Inschrifttafel hieß sie eigentlich Chunigunt. Der Chronist ersetzte bei ihr wie beim Gründer von Grafrath den Dental am Ende des germanischen Namens durch eine Spirans und fügte eine lateinische Nominativendung an, so dass aus Kuni-gunt die Namensform Kuni-ssa und aus Ra-th oder Ra-told die Namensform Ra-sso entstand. Diese Veränderung geht konform mit der althochdeutschen Lautverschiebung, sodass sie möglicherweise eine eingetretene Veränderung in der Aussprache von t zu ss dann auch schriftlich wiedergab.

## Nachwirken

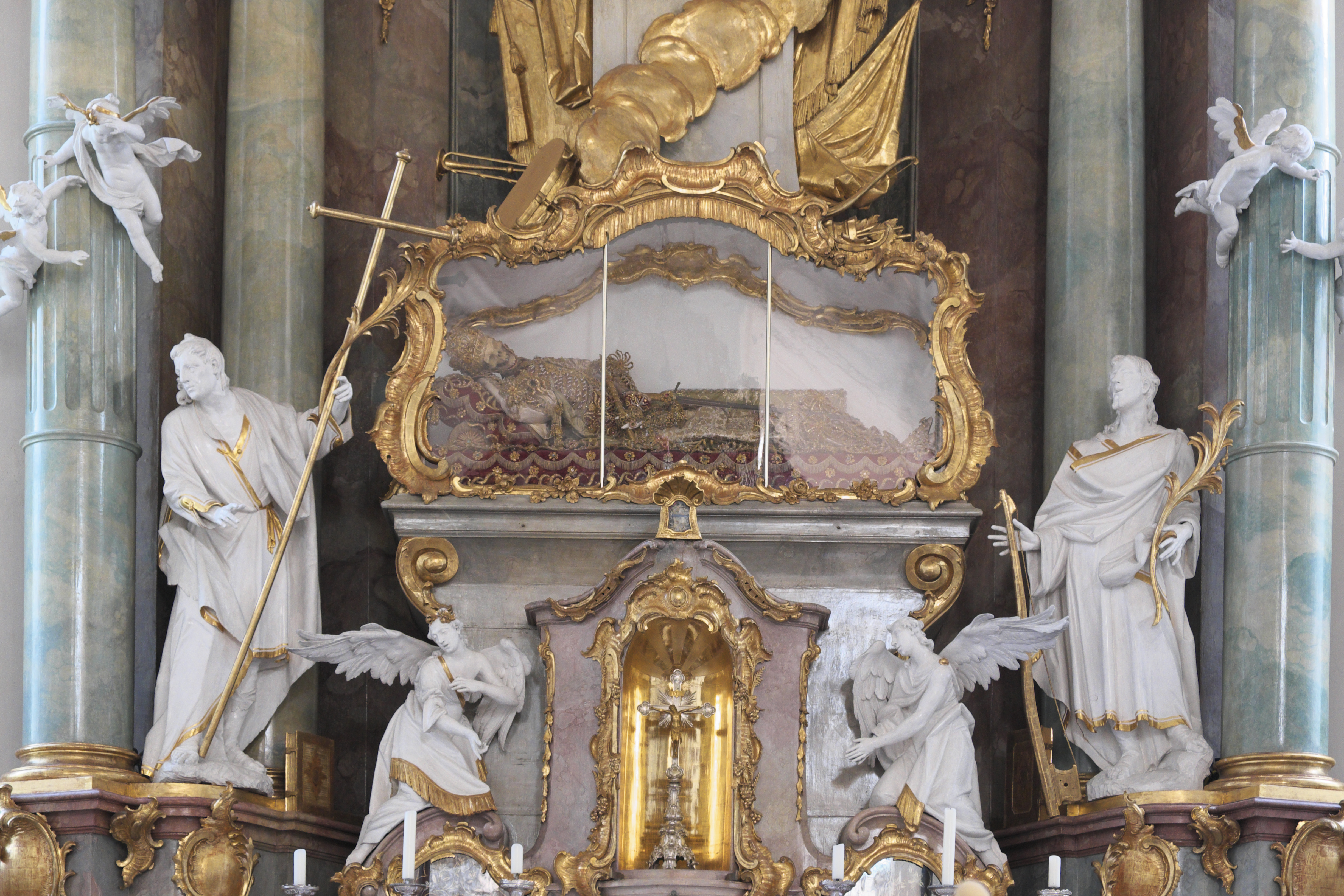
Die als Reliquien verehrten Gebeine des Heiligen Rasso über dem Hochaltar von St. Rasso in Grafrath

Schon früh wurde der Graf vom Volk als Heiliger verehrt und vor seinen Namen ein sand oder heilig gesetzt (so etwa in einer Herzogsurkunde von 1390). Ebenso bestätigen die Quellen, dass sein Grab schon im Mittelalter von vielen Pilgern aus ganz Süd- und Ostbayern, Schwaben und Tirol wegen der hier tag und nacht ohne unterlass geschehenden Wunder aufgesucht wurde. Angerufen wurde der Heilige vor allem bei heimlichen und schambaren Gebrechen, d. h. bei Unterleibs-, Stein- und Bruchleiden. Woher diese Zuständigkeit rührt, bleibt im Dunkeln. Weder in den frühen Quellen noch in den späteren Lebensbeschreibungen findet sich ein Hinweis darauf.
Im Jahr 1444 begann man die Wunder, die von Geheilten angezeigt wurden, aufzuschreiben. Bis zur Säkularisation 1803 sind mindestens sechs Mirakelbücher bezeugt, doch nur drei erhalten, und zwar eines für die Jahre 1444–1501 und 1558–1595, das zweite 1639–1691, das dritte 1692–1728. Sie enthalten fast 13.000 Einträge. Im Klosterarchiv finden sich jedoch auch Berichte über wunderbare Hilfe bis in die heutige Zeit.
Das Fest des Hl. Rasso wird bis heute in Grafrath, Untergammenried, einem Ortsteil von Bad Wörishofen, und Untermühlhausen am 19. Juni bzw. am darauf folgenden Sonntag feierlich begangen. Zeugnisse für die früher verbreitete Verehrung gibt es noch an vielen anderen Orten.
Im Dom zu München finden sich vier Rasso-Darstellungen, darunter die überlebensgroße Statue, die der Meister von Rabenden um 1520 angefertigt hat. In der Andechser Kirche ist er siebenmal präsent, in Dießen viermal. Ein besonderes Schmuckstück ist die ihm geweihte kleine Rokokokirche in Untergammenried. Weitere Spuren finden sich in München (Kirche Mariä Schutz in Pasing, St. Maximilian, Albertinum), ferner in Dettenschwang und Wolfgrub bei Dießen, in Utting, Erpfting (Landsberg am Lech), Untermühlhausen (Penzing), Kaufering, Schmiechen, Epfach bei Schongau, auf dem Auerberg, in Schweinegg (Eisenberg bei Füssen), Bad Oberdorf (Hindelang), Schwaig (Oberding bei Erding), Isen bei Erding, Hofolding (Brunnthal), Vagen (Feldkirchen-Westerham), Reichertshausen (Egling bei Wolfratshausen), Partenkirchen, Egern, Emmering, Dachau, Riedenzhofen (Röhrmoos), Jarzt (Fahrenzhausen), Machtenstein, Landshut, Unterköllnbach und Altfraunhofen bei Landshut, Donauwörth, Bergen bei Neuburg und Ingolstadt.

## Sonstiges
- In Fürstenfeldbruck ist das Graf-Rasso-Gymnasium nach ihm benannt, in München die Rassogasse in Aubing.
- In Grafrath erhielt – wohl in Anlehnung an die Rasso-Räuber – die Kindertagesstätte unweit des Klosters den Namen „Rassobande“.
- Das Bayerische Landeskriminalamt (BLKA) verwendet im BOS-Funkverkehr den Rufnamen „Rasso“.